# Ante Delaš
Ante Delaš (Salona, 11 marzo 1988) è un cestista croato.
È fratello di Mario Delaš.

## Carriera
Dal 2013 gioca nel massimo campionato croato e in ABA Liga con la maglia del Cedevita. Il 26 giugno 2015 lascia il club della capitale.
Con la Croazia ha disputato i Campionati europei del 2013.

## Palmarès
- Campionato croato: 2

Cedevita Zagabria: 2013-14, 2014-15
- Campionato polacco: 1

Włocławek: 2017-18
- Coppa di Croazia: 2

Cedevita Zagabria: 2014, 2015
- Supercoppa polacca: 1

Włocławek: 2017